# خورخي سوتومايور
خورخي سوتومايور (بالإسبانية: Jorge Sotomayor)‏ هو لاعب كرة قدم أرجنتيني، ولد في 29 مارس 1988 في بوينس آيرس في الأرجنتين. لعب مع ريفر بليت ونادي فورتاليزا.

## وصلات خارجية
- خورخي سوتومايور على موقع قاعدة بيانات كرة القدم.إي يو (الإنجليزية)
- خورخي سوتومايور على موقع Soccerway.com (الإنجليزية)
- خورخي سوتومايور على موقع AS.com (الإسبانية)